# Bulbophyllum leve
Bulbophyllum leve là một loài phong lan thuộc chi Bulbophyllum.